# Высоцкая, Зоя Васильевна
Зоя Васильевна Высоцкая (до замужества Ситникова; род. 17 октября 1948, Москва) — советская спортсменка, чемпионка СССР (1972) и чемпионка Европы (1972) по академической гребле. Мастер спорта СССР международного класса (1972).

## Биография
Родилась 17 октября 1948 года в Москве. Начала заниматься академической греблей в возрасте 16 лет в спортивном обществе «Спартак» у Павла Шацкого. В 1969—1972 годах тренировалась под руководством Льва Кагарлицкого, с 1971 года с ней также работал Вячеслав Чеснов.
Наиболее значимых успехов добивалась в 1972 году, когда после победы на чемпионате СССР в классе восьмёрок вошла с состав сборной страны на чемпионате Европы в Бранденбурге и завоевала золотую медаль этих соревнований в той же дисциплине.
В 1972 году завершила свою спортивную карьеру. В 1975 году окончила Московский областной педагогический институт имени Н. К. Крупской. В 1975—1978 годах работала инструктором учебно-спортивной базы ДСО «Спартак».  
В 1991—2019 годах занималась преподавательской деятельностью в Учебном центре мастеров швейного производства. Является автором книг «Портной. Изготовление женской лёгкой одежды» (2008), «Поузловая обработка женских юбок» (2011), «Шьём по ГОСТу. Полный курс от легендарной портнихи» (2019).

## Семья
- Александр Высоцкий (1945–1992) — муж, советский гребец.